# Ledebouria dolomiticola
Ledebouria dolomiticola är en sparrisväxtart som beskrevs av Stephanus Venter. Ledebouria dolomiticola ingår i släktet Ledebouria och familjen sparrisväxter. Inga underarter finns listade i Catalogue of Life.